# 米兰校车绑架案
米兰校车绑架及纵火案发生于2019年3月20日的意大利米蘭省圣多纳托米拉内塞。当天，一位校车司机劫持了自己驾驶的、载有51名中学生的校车，并扬言要将所有学生烧死。由于宪兵部队和当地警察的及时介入，最终所有学生都获救，而行凶者则被逮捕。

## 行凶者
在本次事件中的警方指挥官卢卡·德马切斯表示，此行凶者名为赛伊（法語：Ousseynou Sy），今年47岁，出生于塞内加尔，在2004年时获得意大利公民权。另据米兰反恐办公室负责人阿尔伯·托诺比利表示，此人曾因性侵他人而被判一年徒刑，缓期执行；随后，他又因醉酒駕駛被定罪。
赛伊反对意大利政府阻止地中海偷渡来的难民，遂发起此次袭击以报复社会。
赛伊有一位妻子，意大利公民，两人育有两个孩子。

## 经过
当日，来自克雷莫納的51名中学生在3名成人陪伴下离校参加体育活动，回程时司机突然转向米蘭，并宣布把他们挟持为人质。多位学生表示，司机恐吓他们说：“没有人能活着离开。”安莎通讯社报道称，一些学生在此期间被电线绑在一起长达40分钟。
在赛伊劫持巴士后，几个学生悄悄地拨打了报警电话。在接到报警后，宪兵部队派出两辆车在415号国家高速上拦住了被劫持的巴士，然而赛伊仍企图驾车冲出包围圈。在一些宪兵与赛伊谈判时，第三辆车的宪兵强行打开了巴士的侧门并打破了车窗。随后，赛伊将巴士的走道上泼上汽油并点燃，还继续叫嚷“没有人能活着离开”。
最后所有学生都获救，有部分学生受到擦伤，还有10名学生和2名成人因吸入浓烟而入院。
赛伊因为烧伤，目前在米兰的一家医院接受治疗；等待他的将是针对其绑架、纵火、抗拒执法和大规模谋杀未遂（纵火时学生仍在车上）等一系列行为的指控。另外根据一名检察官的说法，他有可能因为“造成了恐慌、动摇了意大利的制度”而被提起恐怖行动的指控。他向检察官表示，绑架由他一人完成。

## 反应
- 意大利副总理（英语：Deputy Prime Minister of Italy）、内政部长马提奥·萨尔文尼（英语：Matteo Salvini）表示：“我想知道这么一个劣迹斑斑的人是怎么当上校车司机的？”[2]